# Nyőgér, Vas
Nyőgér  este un sat în districtul Sárvár, județul Vas, Ungaria, având o populație de 318 locuitori (2011). 

## Demografie
Componența etnică a satului Nyőgér
     Maghiari (98,98%)
     Necunoscut (1,02%)
     Alții (1,02%)
Componența confesională a satului Nyőgér
     Romano-catolici (81,76%)
     Fără religie (3,46%)
     Reformați (2,2%)
     Necunoscută (11,64%)
     Atei (0,94%)
Conform recensământului din 2011, satul Nyőgér avea 318 locuitori. Din punct de vedere etnic, majoritatea locuitorilor (98,98%) erau maghiari. Apartenența etnică nu este cunoscută în cazul a 1,02% din locuitori.  Din punct de vedere confesional, majoritatea locuitorilor (81,76%) erau romano-catolici, existând și minorități de persoane fără religie (3,46%) și reformați (2,2%). Pentru 11,64% din locuitori nu este cunoscută apartenența confesională.